# THE TWILIGHT VALLEY
《THE TWILIGHT VALLEY (더 트와일라잇 밸리)》는 가넷 크로우의 다섯 번째 음반이다. 2006년 10월 4일 기자 스튜디오에서 발매되었다.
전곡의 작곡은 나카무라 유리, 작사는 아즈키 나나, 편곡은 후루이 히로히토 (〈환상 ~Album arr.~〉은 Miguel sa Pessoa) 가 맡았다.
첫 베스트 음반 《Best》로부터 약 1년, 네 번째 정규 음반 《I'm Waiting 4 You》로부터는 약 2년만의 릴리즈이다. 또한 7월 5일 발매되었던 싱글 〈꿈·불꽃〉으로부터의 4개월 연속 CD 릴리즈의 4번째 음반이 된다.
GARNET CROW 첫 드라마 주제곡으로 사용되었던 〈환상〉에서부터, 라틴풍의 〈꿈·불꽃〉, 엔카풍의 〈라이·라이·야〉, 경쾌한 느낌의 〈맑음 시계〉, 업템포곡인 〈오늘밤 에덴의 한쪽 구석에서〉등 다양한 장르의 곡을 수록하고 있다. 또한 2005년의 프리미엄 라이브에서 처음 공개된 〈봄을 기다리는 꽃과 같이〉도 수록되어있어 다양한 느낌의 음악들을 맛볼 수 있다.
초회한정반에는 2005년에 이뤄졌던 프리미엄 라이브의 다이제스트 영상이 수록된 DVD가 포함되어 있다. 이밖에 초회한정반과 통상반의 차이는 자켓, 소책자, 패키지 등의 차이가 있으며 CD의 수록 내용에 차이는 없다.
처음 소책자에 〈맑음 시계〉의 가사 페이지가 인쇄되지 않아 1주일 후 공식 홈페이지에서 〈맑음 시계〉의 페이지가 포함된 PDF 파일이 제공되었다.

## 수록곡
1. Anywhere
2. 환상 ~Album arr.~
3. 오늘밤 에덴의 한쪽 구석에서
4. Rusty Rail
5. 꿈·불꽃
6. 숨바꼭질 (일본어: かくれんぼ)
7. 해바라기의 색 (일본어: 向日葵の色)
8. 맑음 시계
9. 마지널 맨 (일본어: マージナルマン)
10. 라이·라이·야
11. Yellow Moon
12. 조금 더 찾아 봅시다 (일본어: もうちょっとサガシテみましょう)
13. 봄을 기다리는 꽃처럼 (일본어: 春待つ花のように)
14. WEEKEND

## 차트 성적
- 최고순위 4위 (오리콘)